# Mari Holden

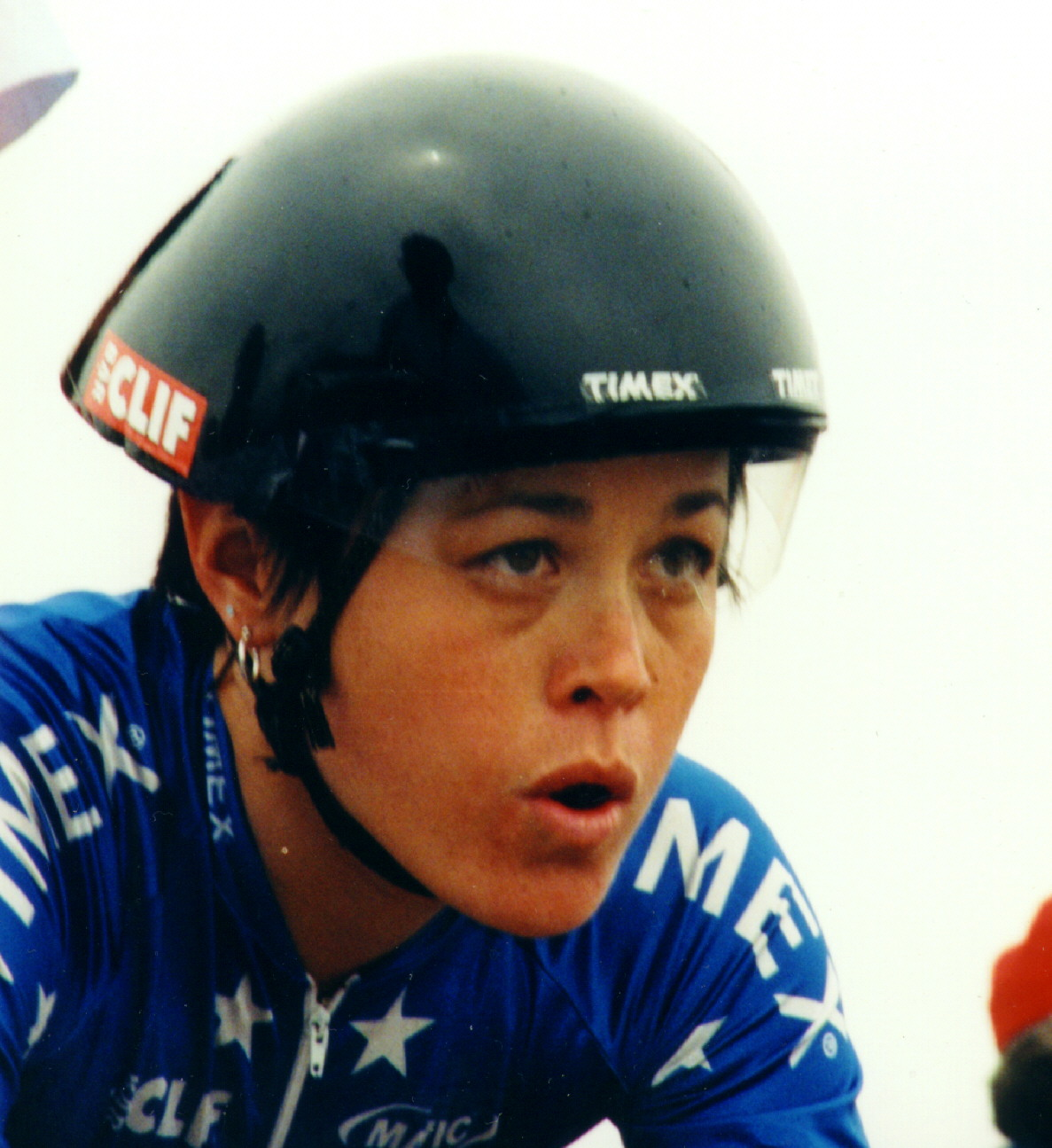
Mari Holden

Mari Kim Holden Paulsen (* 30. März 1971 in Milwaukee, Wisconsin) ist eine ehemalige US-amerikanische Triathletin, Radrennfahrerin und Weltmeisterin.

## Triathlon
Ihre sportliche Laufbahn begann Mari Holden als Triathletin. Sie gehörte zum US-amerikanischen Triathlon-Team der Junioren und wurde 1991 als „Junioren-Triathletin des Jahres“ ausgezeichnet. Bei der Junioren-WM im selben Jahr belegte sie den siebten Platz. Anschließend konzentrierte sie sich auf den Radsport.

## Radsport
Im Jahr 2000 errang Holden errang 2000 den WM-Titel im Einzelzeitfahren, nachdem sie schon bei den Olympischen Spielen in Sydney im selben Jahr die Silbermedaille in dieser Disziplin gewonnen hatte. Sechsmal wurde sie US-amerikanische Meisterin und war die erste Amerikanerin, der es gelang, dreimal in Folge den nationalen Titel im Einzelzeitfahren zu gewinnen. 1999 gelang ihr der Doppelschlag, als sie US-amerikanische Meisterin sowohl im Zeitfahren wie auch im Straßenrennen wurde.

## Privates und Berufliches
2006 trat Mari Holden vom aktiven Radsport zurück. Ab 2000 war sie Mitglied des Vorstands des nationalen Verbandes „USA Cycling“, Beraterin des US-amerikanischen Olympischen Komitees sowie Athleten-Vertreterin bei der „US Anti-Doping-Agency“. 2008 nannte sie das Ride Magazine eine der „größten Botschafterinnen im Radsport“. Sie ist als Personal Trainer tätig, betreut paralympische Sportler und setzt sich für karitative Projekte ein wie den Million Dollar Challenge zur Unterstützung behinderter und benachteiligter junger Sportler.
Aufgewachsen ist Holden in Ventura, heute lebt sie in Del Mar und arbeitet als Personal Trainerin. Im Juni 2013 wurde sie die  Ventura County Sports Hall of Fame aufgenommen. Sie ist mit dem ehemaligen Baseballspieler Barry Bonds liiert, der in die BALCO-Dopingaffäre verwickelt ist.